# Charles Porée
Pour les articles homonymes, voir Porée.
Charles Porée, né le 4 septembre 1675 à Vendes et décédé le 11 janvier 1741 à Paris, est un prêtre jésuite français, éducateur, orateur, poète et homme de lettres de renom. Voltaire, qui fut son élève, garda toute sa vie une profonde vénération pour lui.

## Biographie

### Jeunesse et formation
Charles Porée est le fils de Thomas Porée et de Madeleine Richer, de la Ferté-Macé. Son frère Charles-Gabriel était également écrivain.
Charles Porée, après avoir fait au collège du Mont, à Caen, de brillantes études dans lesquelles ses succès lui valurent, de la part de ses condisciples, le titre de dictator perpetuus, entra chez les jésuites, le 8 septembre 1692, alors qu’il n’était âgé que de dix-sept ans. Il fit d'abord deux années de noviciat à Paris, une troisième année qu’il employa à repasser les humanités, et il fut envoyé, à peine âgé de vingt ans, au collège de Rennes, en 1695, pour y faire une expérience apostolique (appelée 'régence'). La manière dont il s’acquitta de cet emploi engagea ses supérieurs à le charger immédiatement de la classe de rhétorique, et le succès qu’il obtint dans cette classe fut tel, qu’on le regarda dès lors comme un homme qui égalerait un jour ceux qui avaient parcouru la carrière du professorat avec le plus d’éclat.

### Carrière
Appelé l’année suivante à Paris pour se disposer à recevoir le sacerdoce, le jeune Porée prit la direction d’un grand nombre de pensionnaires. Les progrès rapides des élèves justifièrent le choix qu’on avait fait de lui. Cette occupation ne l’empêcha pas d’approfondir la théologie assez pour y briller. Il s’essaya aussi à la prédication de façon à donner une idée assez avantageuse de ses talents pour faire hésiter les jésuites sur la destination qu’ils devaient lui donner. Peu s’en fallut néanmoins que, cédant à ses vives sollicitations, ils ne le consacrent aux missions étrangères.
À la fin du carême de 1708, le père Porée fut nommé à la direction du cours de rhétorique du collège Louis-le-Grand, où il se montra à la hauteur de ses devanciers, peut-être même les dépassa-t-il dans l’art de former les jeunes gens. Il se fit aimer de ses élèves en leur montrant qu’il les aimait lui-même, s’appliquant à connaître leurs penchants, à démêler leurs dispositions et à développer simultanément chez eux l’amour du bien et du beau, et le goût pour les lettres. Quand ses leçons publiques ne suffisaient pas, il les prenait en particulier, les rappelait à leurs devoirs, et les exhortait avec tant de douceur et de dignité, d’un ton si touchant et si pathétique, que, persuadés d’ailleurs qu’il ne leur disait rien dont il ne soit lui-même pénétré, il s’attira leur vénération et leur estime de telle sorte qu’il eut rarement besoin d’user avec eux de sévérité.

### Porée et Voltaire
Tous demeurèrent ses amis, se faisant un devoir de le consulter dans les occasions importantes de leur vie, et se dirigeant d’après ses conseils. Le plus célèbre d’entre eux est, sans contredit, Voltaire, dont il avait deviné le talent et encouragé les premiers essais dès ses années de collège, où il le chargeait de faire des compliments d’étrennes qu’on demandait pour les princes et d’autres grands personnages, tel le futur Cardinal François-Joachim de Pierre de Bernis (1715-1794), qui fut aussi son élève de 1731 a 1733. Voltaire resta en correspondance avec le père Porée et lui envoyait ses ouvrages.

On a conservé deux lettres que le philosophe écrivit à son ancien professeur en lui adressant les tragédies d’Œdipe et de Mérope, les 7 janvier 1729 et 15 janvier 1759, dans lesquelles le premier montre pour le père Porée la plus vive reconnaissance, et la plus sincère déférence pour ses avis : « Vous m’avez appris, dit-il en envoyant son Œdipe, à fuir les bassesses, à savoir vivre, comme, à savoir écrire. » Dans une autre, au père de La Tour, en date du 7 février 1746, il s’exprime encore d’une façon plus explicite : 

« Rien n’effacera dans mon cœur la mémoire du père Porée, qui est également cher à tous ceux qui ont étudié sous lui. Jamais homme ne rendit l’étude et la vertu plus aimables. Les heures de ses leçons étaient pour nous des heures délicieuses ; et j’aurais voulu qu’il eût été établi dans Paris, comme dans Athènes, qu’on pût assister à de telles leçons ; je serais revenu souvent les entendre. »

Fuyant le monde, le père Porée consacrait tout son temps à ses élèves, ne sortant presque jamais, et seulement lorsqu’il ne pouvait s’en dispenser. L’étude et la prière étaient ses seules distractions aux devoirs de son poste. Ses études étaient, sauf une dizaine de poésies proprement dites et quelques harangues d’apparat, presque toutes dirigées vers des matières d’instruction et la plupart des ouvrages qu’il a laissés sont destinés aux collèges, dans lesquels ils furent si bien reçus que ses collègues se plaignirent bientôt de ce que leurs élèves négligeaient les classiques pour ses écrits et ceux de ses imitateurs.

### Écrivain pédagogique
Le discours le plus anciennement prononcé que l’on connaisse de lui le fut à Rennes, sur la fin de l’année 1699 : De usu ingenii, sive in eos qui non utuntur ingenia, vel ingenia abutuntur. Quæ debeant esse vota Galliæ, pro sœculo proxime futuro. À partir de cette époque, il en composa un grand nombre d’autres ; mais il s’opposa toujours à ce qu’ils fussent publiés, et sa modestie a privé la postérité de la plupart d’entre eux. Dix seulement, qui avaient été imprimés à part, furent recueillis en 1735, malgré leur auteur, par le père Griffet, et publiés à Paris en deux volumes in-12 ; le neuvième et le dixième (1731 et 1733) sont consacrés aux critiques et aux spectacles.
Le père Porée n’a pourtant pas eu que des panégyristes ; plusieurs critiques l’ont traité avec une grande sévérité. Son oraison funèbre de Louis XIV donna lieu à une polémique grave, qui dégénéra presque en querelle, entre lui et Grénan, professeur de rhétorique au collège d'Harcourt. Plus tard, les rédacteurs de l’Encyclopédie l’ont rudement attaqué dans leur article « collège ». Tout en rendant hommage à ses qualités personnelles, ils appellent son latin « un jargon », et écrivent que ses successeurs ne sauraient trop s’éloigner de ses traces.
Le père Griffet mit au jour, en 1747, sous le titre de Caroli Porée e societate Jesu sacerdotis orationes, une nouvelle édition des harangues de son confrère, qui forme trois volumes in-12, et est augmentée d’un certain nombre de morceaux inédits, dont la traduction en français, par le père Brumoy, du Discours sur les spectacles, qui a été très fréquemment cité par tous les ennemis du théâtre voulant y trouver, pour servir à leur cause, des arguments d’autant plus péremptoires, que le père Porée fut lui-même un auteur dramatique fort en vogue et que ses pièces fournirent presque seules aux représentations scéniques qui eurent lieu de son temps dans les collèges. En réalité, le père Porée blâme les spectacles, dont on a fait l’école du vice « quand on aurait dû en faire une école de vertu. » Dans la ligne du Ratio Studiorum jésuite son théâtre fut toujours pédagogique. 
Les seules pièces de théâtre de Charles Porée qu’on ait pu retrouver sont au nombre de onze, six tragédies et cinq comédies néo-latines destinées à être jouées par les élèves des collèges jésuites. Les tragédies, qui furent imprimées en 1745, sont : Brutus, le Martyre de saint Hermenigilde, la Mort de l’empereur Maurice, Sennachérib, roi d’Assyrie, Séphy-Myrsa, fils d’Abbas, roi de Perse, et le Martyre de saint Agapit. Ces deux dernières tragédies sont en trois actes, avec des intermèdes en vers français qui furent mis en musique par Campra, maître de musique de la maison professe des jésuites. Ses contemporains ont aussi fait l’éloge de sa perspicacité dans le choix des jeunes acteurs et de la manière dont il savait les former.

### Mort
Vers la fin de l’année 1740, sentant ses forces faiblir, le père Porée avait demandé un successeur à ses supérieurs ; il voulait quitter Paris pour se livrer tout entier aux exercices de la piété. Les Mémoires de Trévoux rapportent qu’une fièvre violente l’avait obligé à quitter sa classe pendant un jour. Il lutta contre la maladie, et trois jours avant sa mort il avait repris, au grand étonnement de tous, ses cours et célébré la messe. Le 10 janvier 1741, on lui administra les derniers sacrements, et le lendemain, il avait cessé de vivre. Sa mort, survenue alors qu’il venait d’atteindre l’âge de soixante-six ans, dont trente-trois passés dans la carrière du professorat, permit de faire un nouveau recueil de ses ouvrages, auquel il n’avait jamais voulu consentir.
La perte du père Porée fut vivement ressentie. Louis XV et toute la cour prirent part au deuil. Des obsèques magnifiques lui furent faites, et il fut inhumé en terre dans l’église des Jésuites. On rapporte que, lors de la suppression de l’ordre en 1763-1764, les commissaires du Parlement recherchèrent son corps dans le caveau où il était déposé, et que, l’ayant trouvé sain et entier, ils y firent jeter de la chaux vive.

## Écrits
Liste non exhaustive :
- De Libris qui vulgo dicuntur romanenses, Discours prononcé le 25 février 1736 au collège Louis-le-Grand, Paris : Bordelet, 1736. (Une analyse de cet ouvrage se trouve dans l'article Réflexions sur le roman au XVIIIe siècle.)
- La Mandarinade, ou, Histoire comique du mandarinat de M. l’abbé de Saint-Martin, marquis de Miskou, À Siam [i.e. Caen] ; & se trouve à Caen, Chez Manoury fils, l’aîné, 1769 ;
- Caecus Amor ou l'Amour aveugle ;
- Agapitus martyr ;
- Mauritius imperator ;
- Regulus ;
- Brutus primus Romanorum consul ;
- Discours sur la satire ;
- De theatro, Discours sur les spectacles, 1733 ;
- De criticis oratio ; T1   T2
- L’Homme instruit par le spectacle, ou le Théâtre changé en école de vertu.
- Les Paresseux,

### Éditions modernes
- Théâtre jésuite néo-latin et Antiquité : sur le Brutus de Charles Porée (1708), éd. Édith Flamarion, Rome, École française de Rome, 2002, 530 p.  (ISBN 9782728306008)
- Discours sur la satire, éd. Luís dos Santos, Paris, Champion, 2005.  (ISBN 9782745309938)
- Discours sur les spectacles, éd. Édith Flamarion, Pierre Brumoy, Toulouse, Société de Littératures Classiques, 2000.  (ISBN 9782908728200)

## Pour approfondir